# Эффект Аверча-Джонсона
Эффект Аверча-Джонсона (англ. Averch–Johnson effect) отличает поведение регулируемой организации от поведения нерегулируемой рыночной фирмы. Суть эффекта заключается в том, что в условиях регулирования нормы доходности на капитал регулируемая организация имеет стимулы избыточно инвестировать в капитал.

## Принципы регулирования
При регулировании цен (тарифов) регулятор может использовать следующий подход. После вычитания всех операционных расходов из величины валового дохода регулируемой организации, остаток должен соответствовать величине, необходимой для покрытия капитальных затрат. Если норма доходности, или норма прибыли (англ. rate of return), определенная как отношение указанного остатка к стоимости капитала, представляется регулятору избыточной, то регулятор может оказывать давление, которое приводит к снижению регулируемой цены (тарифа). Если норма доходности представляется обоснованной, то давление не оказывается.

## Математическая модель
Рассмотрим оптимизационную задачу регулируемой организации:
| {\displaystyle R(K,L)-wL-rK\rightarrow \max _{K,L}} | (1) |
| s.t.                                                |     |
| {\displaystyle {R-wL \over {K}}\leqslant \sigma }   | (2) |
| {\displaystyle \sigma >r}                           | (3) |

где {\displaystyle R(K,L)} валовая выручка организации,
{\displaystyle K} количество капитала регулируемой организации,
{\displaystyle L} количество персонала регулируемой организации,
{\displaystyle w} рыночная цена на труд,
{\displaystyle r} рыночная цена на содержание капитала,
{\displaystyle \sigma } установленная регулятором приемлемая норма доходности.
Предположим, что регулятор может достаточно точно определить существующую в экономике цену на труд {\displaystyle w}.
В этой связи показатель цены на труд {\displaystyle w} один и тот же в (1) и (2).
В части определения существующей в экономике цены на капитал {\displaystyle r} ситуация для регулятора может оказаться сложнее. Кроме того, регулятор не может установить регулируемую норму {\displaystyle \sigma } ниже уровня {\displaystyle r}, поскольку это может привести к банкротству регулируемой организации.
Этим вызвано условие (3) в перечне ограничений.
По обозначенным выше причинам, норма доходности в равновесии ограничена условием (2).

## Необходимые условия оптимума в модели
Для определения оптимального поведения в рамках задачи (1)-(3) можно записать функционал:
{\displaystyle J=R(K,L)-wL-rK-\lambda [R(K,L)-wL-\sigma K]}
где {\displaystyle \lambda } — это множитель Лагранжа, или теневая цена.
Частные производные функционала {\displaystyle J}:
{\displaystyle {\begin{aligned}{\partial J \over {\partial K}}&=(1-\lambda )R_{K}-r+\lambda \sigma \\{\partial J \over {\partial L}}&=(1-\lambda )R_{L}-(1-\lambda )w\end{aligned}}}
Приравняв частные производные нулю, после преобразования получаем:
{\displaystyle R_{K}={r-\lambda \sigma  \over {1-\lambda }}=r-\alpha ,\quad R_{L}=w}
Следовательно, предельная норма замещения капитала в условиях регулирования может снизиться:
{\displaystyle {R_{K} \over {R_{L}}}={r-\alpha  \over {w}},\quad \alpha ={\lambda  \over {1-\lambda }}(\sigma -r)}
В этой связи, а также в связи с тем, что предельный продукт капитала {\displaystyle R_{K}} оказывается меньше рыночной цены на капитал {\displaystyle r}, регулируемая организация может иметь стимул избыточно инвестировать в капитал.